# Evento de El Niño de 2023-2024
{{Ficha de temporada de fenómeno meteorológico
|nombre=Evento de El Niño de 2023-2024
|imagen= El Niño in July 2023.png
|pie imagen=Anomalías de l
El inicio del evento de El Niño de 2023-2024 fue declarado el 4 de julio de 2023 por la Organización Meteorológica Mundial (OMM). Se estima que los efectos meteorológicos más significativos ocurrirán entre noviembre de 2023 y abril de 2024, Se estima que los efectos meteorológicos más significativos ocurrirán entre noviembre de 2023 y abril de 2024, y sus características estarán determinados en función a cada territorio del planeta, dentro de los cuales se esperan sequías, lluvias intensas, incendios forestales, olas de calor, ciclones, inundaciones y cambios en los patrones de los vientos. Estos eventos ya han afectado negativamente las actividades económicas de agricultura y pesca, generando escasez y alza de precios de los alimentos —especialmente el arroz, el aceite de palma, caña de azúcar, soja y maíz—, y por lo mismo, un aumento de la inseguridad alimentaria de las poblaciones más vulnerables.
Desde mayo de 2023 a enero de 2024, cada mes se rompieron los récords de temperatura de superficie global del aire; cada mes la temperatura fue más cálida que el mes correspondiente de cualquier año anterior. Dos días de noviembre registraron temperaturas promedio arriba de 2 grados Celsius.

## Contexto
El Niño es un evento climático natural ocasionado por la Oscilación del Sur, conocida popularmente como El Niño o también en círculos meteorológicos como El Niño-Oscilación del Sur o ENOS (en inglés ENSO, El Niño-Southern Oscillation), mediante la cual el calentamiento del Océano Pacífico ecuatorial oriental resulta en el desarrollo de aguas inusualmente cálidas entre la costa de América del Sur y la Línea Internacional de Cambio de Fecha. Este fenómeno afecta notablemente la temperatura superficial promedio global del planeta. Un gran evento de El Niño puede elevarlo hasta unas pocas décimas de grado Celsius.
Durante un evento de El Niño, los vientos alisios de este a oeste mueren, generándose temperaturas más cálidas del aire en las partes oriental y central del Pacífico tropical. Las temperaturas más cálidas generan un calentamiento de las temperaturas de la superficie del océano, generándose luego lluvias más intensas e inundaciones en el Pacífico oriental. Al no haber vientos alisios, no se forman las lluvias necesarias en el Pacífico occidental, generándose sequías en Asia y Oceanía. El fenómeno tiene una recurrencia de entre 2 a 7 años, y puede durar de 9 a 12 meses.
La combinación de El Niño y las temperaturas superiores a lo normal en la Región de Desarrollo Principal (MDR) del Atlántico tiende a favorecer una mayor actividad de huracanes en el Pacífico oriental, lo que a menudo resulta en una temporada de huracanes cercana o superior a lo normal.

### Confirmación de El Niño de 2023-2024
A inicios de año se consideró que las condiciones climáticas del primer trimestre de 2023 apuntaban a la ocurrencia de un evento de Super El Niño, similar a los que ocurrieron en 1982, 1998 y 2015. A mediados de enero de 2023 se publicaron en diversos medios los pronósticos meteorológicos sobre la probable ocurrencia del fenómeno de El Niño en 2023 y 2024. Dado que la temperatura promedio de la Tierra ya ha aumentado en 1,2 °C desde la época preindustrial, un evento de El Niño en 2023-2024 lo suficientemente importante podría incluso empujar al planeta, temporalmente, a un calentamiento superior a 1,5 °C.
El 8 de junio de 2023, la Oficina Nacional de Administración Oceánica y Atmosférica (NOAA) de Estados Unidos confirmó la presencia de El Niño. La NOAA predijo que existe un 84 por ciento de posibilidades de que se produzca al menos un El Niño de intensidad moderada y un 56 por ciento de posibilidades de que se produzca un El Niño fuerte.
La Organización Meteorológica Mundial (OMM) declaró su inicio oficial el 4 de julio de 2023. Ese mes, julio de 2023, de acuerdo a los investigadores del Instituto Goddard de Estudios Espaciales (GISS) de la NASA ha sido el mes más caluroso de todos los que se han registrado en el registro de temperaturas mundiales desde 1880.
A partir de julio de 2023 se proyecta un aumento de la temperatura de los océanos, un aumento de las lluvias, cambios en los patrones de los vientos y la amplificación de sequías severas, olas de calor e incendios forestales, especialmente en Australia, Indonesia, partes del sur de Asia, del sur de África, el sur de Norteamérica, América Central y América del Sur. Se estima que los efectos meteorológicos más significativos ocurrirán entre noviembre de 2023 y abril de 2024, y sus características estarán determinados en función a cada territorio del planeta.

### Relación entre la crisis climática y El Niño 2023-2024
Los estudios recientes sobre el clima concluyen que el cambio climático no sólo están haciendo que las oscilaciones del ciclo de El Niño-La Niña tengan una magnitud mayor, sino que también hace que las mayores oscilaciones sean más frecuentes.
Las temperaturas de la superficie del mar (TSM) globales fueron las más cálidas registradas para sus respectivos meses entre abril y agosto de 2023. Las TSM de agosto de 2023 también fueron las más cálidas a nivel mundial para cualquier mes desde que comenzó el registro de observaciones en 1854.
Los científicos del clima afirmaron en septiembre de 2023 que El Niño de 2023-2024, exacerbado por la crisis climática, probablemente elevará las temperaturas globales promedio más allá del récord establecido en 2016 —durante el evento de El Niño de 2014-2016— y se registrarán nuevos récords de temperatura el 2024 superando el aumento de 1,5 °C desde la época preindustrial.

## Cronología

### Junio 2023
El 8 de junio la Oficina Nacional de Administración Oceánica y Atmosférica (NOAA) de Estados Unidos confirmó la presencia de El Niño.
Durante el mes de junio de 2023 la temperatura de superficie global del aire fue más cálida que el mes correspondiente de cualquier año anterior.

### Julio 2023
El 4 de julio fue declarada como fecha de inicio del evento de El Niño 2023-2024 por la Organización Meteorológica Mundial (OMM).
El 20 de julio el gobierno de India —principal exportador de arroz en el mundo— prohibió la exportación de arroz no basmati, con la finalidad de buscar contener la subida de los precios a nivel doméstico y garantizar su disponibilidad en el mercado interno ante la crisis geopolítica, la crisis climática y el evento de El Niño.
Durante el mes de julio de 2023 la temperatura de superficie global del aire fue más cálida que el mes correspondiente de cualquier año anterior.

### Agosto 2023
El mes fue aproximadamente 1,5 °C más cálido que el promedio preindustrial de 1850 a 1900. Las temperaturas globales entre junio y agosto de 2023 fueron 0,66 °C más cálidas que el promedio de 1991-2020. Olas de calor, incendios e inundaciones han destruido vidas y medios de subsistencia en todo el mundo, desde América del Norte y del Sur hasta Europa, India, Japón y China.
Durante el mes de agosto de 2023 la temperatura de superficie global del aire fue más cálida que el mes correspondiente de cualquier año anterior.

### Septiembre 2023
El Servicio de Cambio Climático de Copernicus (C3S) determinó que en septiembre la temperatura promedio del aire, en todo el mundo, fue de 16,38 grados Celsius, una temperatura de 0,7 grados centígrados por encima del promedio de 1991-2020, resultando que el mes de septiembre de 2023 sea el más caluroso en 83 años.
Durante el mes de septiembre de 2023 la temperatura de superficie global del aire fue más cálida que el mes correspondiente de cualquier año anterior.

### Octubre de 2023
Durante el mes de octubre de 2023 la temperatura de superficie global del aire fue más cálida que el mes correspondiente de cualquier año anterior.

### Noviembre 2023
Dos días de noviembre registraron temperaturas promedio arriba de 2 grados Celsius. El mes de noviembre de 2023 la temperatura de superficie global del aire fue más cálida que el mes correspondiente de cualquier año anterior.

### Diciembre 2023
Durante el mes de diciembre de 2023 la temperatura de superficie global del aire fue más cálida que el mes correspondiente de cualquier año anterior.

### Enero 2024
Durante el mes de enero de 2024 la temperatura de superficie global del aire fue más cálida que el mes correspondiente de cualquier año anterior. Asimismo, las temperaturas de la superficie del océano (SST, por sus siglas en inglés) continuaron sobre el promedio a través de la mayoría del Océano Pacífico ecuatorial.

### Febrero 2024
El 8 de junio la Oficina Nacional de Administración Oceánica y Atmosférica (NOAA) afirmó que aumentó la probabilidad de que se desarrolle La Niña para junio-agosto 2024 (55% de probabilidad). Asimismo, el equipo de pronosticadores de la NOAA afirmó que el sistema acoplado océano-atmósfera reflejó un El Niño debilitándose y que es probable que la variación de El Niño-Oscilación del Sur sea neutral para abril-junio de 2024.

### Abril 2024
Durante la última semana del mes, olas de calor extremo exacerbadas por El Niño afectaron a varios territorios en Bangladés, Filipinas, India y Tailandia. Miles de escuelas en Filipinas suspendieron clases, mientras que en Bangladés todas las escuelas suspendieron clases por las altas temperaturas entre los 40 y 42 grados Celsius. En lo que va del año, hasta el 26 de abril, 30 personas fallecieron en Tailandia.

## Impactos por continente y país

### Américas

#### Centroamérica

##### Costa Rica
En Costa Rica, la falta de lluvias y la alteración de los vientos han impactado la generación eléctrica del país, basada casi al 99 % en tecnologías limpias como la eólica, la hidroeléctrica y la geotérmica. Para poder cubrir la demanda, el país ha tenido que importar energía eléctrica y directamente comprar combustibles fósiles para operar las plantas térmicas a un costo estimado en 145 millones de dólares.

##### Panamá
La sequía ha disminuido el tráfico de barcos que transportan mercancías a través del canal de Panamá. A fines de agosto la cantidad de barcos que cruzaban el estrecho se redujo a 32 por día, en comparación con 36 a 38 en otros momentos. Se estima que al avanzar el fenómeno de El Niño a lo largo del año se afectará de manera negativa el transporte marítimo internacional y la economía del país.

#### Sudamérica
Se espera en las actividades de pesca cerca de la costa occidental de América del Sur se vean significativa y negativamente afectada por la presencia de agua más cálida y con menos nutrientes. Asimismo, se espera lluvias por abajo del promedio en la región amazónica. Un estudio de septiembre de 2023 encontró que los bosques tropicales de América del Sur perdieron su capacidad de absorber carbono de la atmósfera durante el evento de El Niño de 2015-2016 como resultado de condiciones extremadamente cálidas y secas. Este hecho aumentó la mortalidad de los árboles tropicales especialmente en áreas afectadas por las sequías.

##### Chile
De acuerdo a una publicación en mayo de 2023 originada desde la Dirección Meteorológica de Chile, el fenómeno de El Niño, con más de un 90% de probabilidad de ocurrir según pronósticos, influirá en el clima invernal de Chile. Se espera que el centro-sur de Chile experimente un aumento en las precipitaciones, con una mayor incidencia de lluvias en La Serena y Concepción, y una probabilidad del 60% de que Santiago tenga un invierno lluvioso. Las temperaturas mínimas serán mayores que lo habitual en casi todo el país, excepto en Patagonia, y las máximas serán particularmente más cálidas en la costa norte y centro-sur, aunque en Santiago solo hay un 30-40% de probabilidad de temperaturas máximas sobre lo normal.
El pronóstico para el invierno indica que la región centro y sur deberían alcanzar precipitaciones dentro del rango normal, con altas probabilidades de condiciones más húmedas de lo normal desde el sur de la Región de Coquimbo hasta la Región de Valparaíso. En contraste, entre las regiones de O'Higgins y la Araucanía, se espera que las precipitaciones estén bajo lo normal. Para el extremo sur del país, en las regiones de Aysén y Magallanes, se prevén condiciones de precipitaciones normales a sobre lo normal. Estos patrones muestran la variabilidad de El Niño y cómo no todos los inviernos bajo su influencia siguen el mismo patrón, lo que implica una incertidumbre constante en los impactos específicos del fenómeno, especialmente durante la actual Megasequía que sugiere cambios climáticos rápidos y significativos.
Entre los efectos en el país, este invierno fue el periodo más lluvioso desde 2009, cuando inició la megasequía. Entre los mayores eventos atribuibles a El Niño en Chile ocurrió en junio cuando un temporal de lluvias azotó a la zona centro sur y extremo sur del país, el cual fue causado parcialmente por El Niño. Dos meses después ocurre un temporal en agosto, también atribuible al fenómeno de El Niño, que afectó a las regiones entre Valparaíso y el Biobío, el dejó tres muertos y más de 30 mil damnificados.
Las lluvias caídas durante 2023 han reabastecido el sistema embalses y causes naturales en el país (particularmente entre las regiones Metropolitana y de La Araucanía), permitiendo cubrir una fracción del déficit hídrico originado por la supersequía que afecta al país.

##### Perú
Desde inicios de 2023, el Perú ha sido afectado por fenómenos meteorológicos como el ciclón Yaku y las lluvias intensas en el norte del país que dañaron los cultivos de los productos agrícolas y propiciaron una epidemia de dengue que ha causado la muerte de más de 213 personas. También han sido afectados canales de irrigación agrícola que afectan la productividad de los campos. En el sur del país, las sequías también han afectado los cultivos de papa, cebolla, maíz y ajos. Asimismo, en la costa, las aguas cálidas ahuyentan a varias especies de pescado como la anchoveta, generando impactos negativos en la actividad pesquera y la muerte de especies como lobos marinos y pelicanos. Todo lo anterior ha afectado la cantidad ofertada de los alimentos y los precios han aumentado, una tendencia en Perú durante los fenómenos de El Niño, como ocurrión con el evento de 2014-2016.
El 8 de junio de 2023, el Poder Ejecutivo declaró el estado de emergencia en 855 distritos ubicados en 18 regiones del país durante 60 días. El 3 de agosto de 2023 el estado de emergencia fue prorrogado por 60 días adicionales empezando desde el 8 de agosto con la finalidad de reducir los altos riesgos existentes.
El 16 de febrero de 2024 el Servicio Nacional de Meteorología e Hidrología del Perú (SENAHMI) anunció que se han venido registrando olas de calor que van desde los 24 hasta 40 días. En promedio las olas de calor diurnas tienen una duración de 11 días en la costa y 9 días en la sierra. Se han alcanzado nuevos récords de temperaturas diurnas y nocturnas en varias ciudades del país en regiones como Apurímac, Arequipa, Cusco, Junín, La Libertad, Lima, Loreto, Moquegua, Tacna y Tumbes.

### Asia

#### India
El 20 de julio el gobierno de India prohibió la exportación de arroz no basmati, con la finalidad de buscar contener la subida de los precios a nivel doméstico y garantizar su disponibilidad en el mercado interno debido al escenario geopolítico —especialmente la invasión rusa de Ucranía—, el efecto de El Niño y las condiciones climáticas extremas generadas por la crisis climática en otros países productores de arroz. Esta decisión afectaría a más de 42 países importadores de arroz de la India, especialmente a Bangladés, Nepal, Benín, Senegal, Costa de Marfil, Togo y Guinea. El 2022 India exportó 10,3 millones de toneladas de arroz blanco no basmati, que representa una cuarta parte de las ventas totales del primer exportador mundial de este grano.
Durante el mes de agosto de 2023, la ausencia de lluvias ha sido significativa en general en el país, tomando en cuenta que agosto es el segundo más lluvioso del año, después de julio, y durante el monzón. Se estima que agosto de 2023 será el más seco desde que se empezaron a registrar los parámetros meteorológicos en 1901. En India, los impactos de El Niño se desarrollan de tal manera que se suprimen las precipitaciones en casi todo el país, excepto en los territorios ubicados en el este y el noreste.

### Oceanía
Oceanía se ha visto afectada desde inicios de año por la ausencia de vientos alisios de este a oeste y el aumento de la temperatura de las aguas del Pacífico oriental. Al no haber vientos alisios, no se forman las lluvias necesarias en el Pacífico occidental, generándose sequías en Asia y Oceanía.

#### Australia
Los meses de mayo, julio y agosto han sido meses de pocas lluvias. El pronóstico a largo plazo es que de noviembre a diciembre de 2023 se tengan condiciones con temperaturas más altas y el clima más seco. Se espera una mayor cantidad de incendios forestales para la primavera que en los años recientes en el Territorio del Norte, Queensland y Nueva Gales del Sur, así como regiones de Victoria y Australia del Sur.
La disminución de las precipitaciones es una amenaza para los cultivos australianos, y el clima seco ya ha provocado que en septiembre el gobierno rebaje su pronóstico para la producción de trigo de invierno en 800 000 toneladas métricas.